# Nigerose
Le nigerose est un diholoside constitué de deux unités de glucose reliées par une liaison osidique α(1→3).
La structure du nigerose a été définie en 1961 et synthétisée en 1988 à partir d'une solution de D-glucose et d'une enzyme, l'α-glucosidase.